# Eucalyptus gardneri
Eucalyptus gardneri är en myrtenväxtart som beskrevs av Joseph Henry Maiden. Eucalyptus gardneri ingår i släktet Eucalyptus och familjen myrtenväxter. Inga underarter finns listade i Catalogue of Life.